# Тракт-Кавказ
Тракт-Кавка́з — деревня в Тайшетском районе Иркутской области России. Входит в состав Шиткинского муниципального образования.

## География
Находится примерно в 46 км к северо-востоку от районного центра.

## История
Деревня основана более 100 лет назад. Первоначально жили русские и татары, затем сюда прибыли ссыльные с Крыма и Кавказа.

## Население
| 2002 | 2010 | 2011 | 2012 |
| ---- | ---- | ---- | ---- |
| 33   | ↘32  | →32  | →32  |

Гендерный состав
По данным Всероссийской переписи в 2010 году 16 мужчин и 16 женщин из 32 человек.
Национальный состав
Национальный состав — татары и русские.